# Leucastea fenestrata
Leucastea fenestrata is een keversoort uit de familie halstandhaantjes (Megalopodidae). De wetenschappelijke naam van de soort werd in 1919 gepubliceerd door Julius Weise.